# Mouriri grandiflora
Mouriri grandiflora är en tvåhjärtbladig växtart som beskrevs av Dc.. Mouriri grandiflora ingår i släktet Mouriri och familjen Melastomataceae. Utöver nominatformen finns också underarten M. g. puberula.